# Christo Stoitschkow
Christo Stoitschkow Stoitschkow (bulgarisch Христо Стоичков Стоичков, wiss. Transliteration Christo Stoičkov Stoičkov; * 8. Februar 1966 in Plowdiw) ist ein ehemaliger bulgarischer Fußballspieler und -trainer. Seit 2011 war er bulgarischer Honorarkonsul in Barcelona. Nachdem er die Polizeigewalt der spanischen Regierung  kritisiert hatte, wurde ihm der Titel 2017 entzogen.

## Jugend
Christo Stoitschkow wurde 1966 in Plowdiw, der zweitgrößten Stadt der Volksrepublik Bulgarien, geboren und wuchs als Sohn einer Arbeiterfamilie in bescheidenen Verhältnissen auf. Als Elfjähriger begann er beim ortsansässigen Verein FK Mariza mit dem organisierten Jugendfußball. 1982 schloss er sich dem unterklassigen FC Hebros Charmanli an und debütierte bereits mit 16 Jahren in der dritthöchsten Spielklasse des Landes. Nachdem Talentscouts des Rekordmeisters ZSKA Sofia auf ihn aufmerksam geworden waren, erfolgte im Frühjahr 1985 die offizielle Einberufung Stoitschkows in die Volksarmee, wodurch er fortan dem Spielerkader des „Zentralen Sportklubs der Armee“ angehörte, eine damals gängige Praxis in realsozialistischen Staaten.

## Spielerkarriere
Gleich in der ersten Saison nach seinem Wechsel zum Hauptstadtklub gewann Stoitschkow mit ZSKA den nationalen Pokal. Das Endspiel gegen den Erzrivalen Lewski Sofia am 19. Juni 1985 endete in einer Massenschlägerei und auf Anweisung der Kommunistischen Partei belegte der bulgarische Fußballverband Stoitschkow und andere Spieler zunächst mit einer lebenslangen Sperre, verkürzte diese jedoch auf ein Jahr. Stoitschkow konnte seine Karriere fortsetzen und gab am 30. April 1986 beim 3:1-Sieg über den FK Sliwen im Sowjetarmee-Pokal sein Comeback. Vor der Saison 1986/87 übernahm Dimitar Penew das Traineramt und setzte auf die Offensivkraft seiner Stürmer Christo Stoitschkow, Ljuboslaw Penew und Emil Kostadinow. In den folgenden Jahren dominierte ZSKA Sofia den heimischen Fußball und gewann 1987, 1989 und 1990 die Meisterschaft, sowie dreimal den Pokal (1987, 1988, 1989). Mittlerweile zählte Stoitschkow zu den großen Stars Bulgariens und sorgte auch international für Aufsehen, als er mit seinem Klub im April 1989 das Halbfinale des Europapokals der Pokalsieger erreichte. Dort unterlag man zwar dem FC Barcelona (4:2 und 2:1), doch Stoitschkow hatte mit starken Leistungen und drei Toren das Interesse von Trainer Johan Cruyff auf sich gezogen. 1989 wurde er mit sieben Treffern Torschützenkönig des Pokalsiegerwettbewerbs, erstmals Fußballer des Jahres und nationaler Torschützenkönig (23 Tore). In der folgenden Saison 1989/90 erzielte der antrittsschnelle und schussstarke Linksfuß 38 Tore und gewann mit dem Goldenen Schuh die prestigeträchtige Auszeichnung als erfolgreichster Torjäger Europas. Nach der Öffnung des Ostblocks wechselte Stoitschkow wie zahlreiche andere Spitzenspieler ins Ausland. Im Sommer 1990 schloss er sich für die Ablösesumme von 4,5 Millionen US-Dollar dem FC Barcelona aus Spanien an.
Barcelonas Trainer Johan Cruyff hatte den temperamentvollen und exzentrischen Stoitschkow nicht nur wegen seiner überragenden fußballerischen Qualitäten verpflichtet, sondern auch, weil seinem braven Team ein „bad boy“ fehlte. Stoitschkow sollte diesbezüglich nicht enttäuschen und kassierte in der Hinrunde der Saison 1990/91 eine zweimonatige Sperre, nachdem er einem Schiedsrichter absichtlich auf den Fuß getreten war. Zu seiner Aggressivität gehörte auch, dass er den schnellen Torabschluss suchte und der Linksaußen avancierte auf Anhieb zum torgefährlichsten Spieler des Kaders. Damit entsprach der technisch begabte Stoitschkow exakt Cruyffs Anforderungen an einen modernen Flügelstürmer, dessen Hauptaufgabe er in Dribblings von der Außenposition zum Tor sah. Bei den Barça-Fans stieg er schnell zur verehrten Kultfigur auf und bekam aufgrund seiner Abschlussstärke den Spitznamen El Pistolero. Mit der Ankunft Stoitschkows als drittem ausländischen Leistungsträger neben Ronald Koeman und Michael Laudrup besaß Barcelona endlich Meisterschaftsreife und am Ende seiner ersten Spielzeit beendeten sie die fünfjährige Vorherrschaft Real Madrids in der Primera División. Das sogenannte „Dream Team“ war geboren und holte auch in den folgenden drei Spielzeiten (1991/92, 1992/93, 1993/94) den Meistertitel in die katalanische Metropole. Die Krönung war der Gewinn des Europapokals der Landesmeister 1992, als Barça im Londoner Wembley-Stadion Sampdoria Genua mit 1:0 besiegte und erstmals den wichtigsten europäischen Vereinswettbewerb erringen konnte. Der formstarke Stoitschkow erhielt 1992 die Auszeichnung des besten ausländischen Spielers in Spanien sowie den Onze d’or als bester in Europa spielender Fußballer. Mit dem Brasilianer Romário bildete Stoitschkow 1993/94 das wohl beste Sturmduo der Welt und gemeinsam erzielten sie wettbewerbsübergreifend 56 Tore (Romário: 32; Stoitschkow: 24). In diesem Jahr verlor Barcelona das Finale der Champions League überraschend mit 0:4 gegen den AC Mailand.
1994 war sein erfolgreichstes Jahr. Neben dem Gewinn der spanischen Meistertitel belegte er mit Bulgarien bei der Weltmeisterschaft in den USA den vierten Platz und wurde zusammen mit Oleg Salenko mit sechs Toren WM-Torschützenkönig. Im Viertelfinale gewann Bulgarien in New York gegen die deutsche Nationalmannschaft (2:1); den 1:1-Ausgleichstreffer erzielte Stoitschkow per Freistoß. Unter anderem dafür wurde er mit dem Ballon d’Or als „Europas Fußballer des Jahres“ ausgezeichnet.
Nach dieser überragenden Saison schien es aber so, als ob Stoitschkow die Motivation verloren hätte. Nach schlechten Leistungen bei Barcelona wurde er 1995 zum AC Parma nach Italien abgeschoben. Doch nur ein Jahr später wechselte er zurück zu Barça; an seine Topleistungen vergangener Tage konnte er aber nicht mehr anknüpfen. Dennoch genießt El Pistolero in Barcelona einen außergewöhnlichen Ruf, der weit über die gewöhnliche Sympathie hinausgeht.
Nach dem schwachen Abschneiden Bulgariens bei der Fußball-Weltmeisterschaft 1998 bummelte Stoitschkow noch durch verschiedene Länder. So hatte er noch Gastspiele in Saudi-Arabien, Japan und den USA.
Im Juli 2004 trat Stoitschkow die Nachfolge des nach der Fußball-Europameisterschaft 2004 zurückgetretenen Plamen Markow als Trainer der bulgarischen Nationalmannschaft an, die er bis 2007 betreute. Im April 2007 trat Stoitschkow als Trainer der bulgarischen Nationalmannschaft zurück; stattdessen übernahm er das Traineramt beim abstiegsgefährdeten spanischen Erstligisten Celta Vigo, der ihn im Oktober 2007 wieder entließ. Am 14. Mai 2009 meldete der iranische Verein Abu Moslem, dass er einen Vertrag mit Stoitschkow als Cheftrainer abgeschlossen habe. Dieser änderte aber seine Meinung aufgrund der politischen Situation im Iran und wechselte zu Mamelodi Sundowns, wo er am 29. Juni 2009 den bisherigen Trainer Henri Michel ersetzte. Am 17. März 2010 wurde er entlassen. 2013 war Stoitschkow dann für einen Monat Cheftrainer des hochverschuldeten 31-maligen bulgarischen Rekordmeisters ZSKA Sofia. Als Grund für seine schnelle Kündigung gab er an, die Vereinsführung habe ihm ihre 6,5 Millionen Anteile übereignet, so dass er habe fürchten müssen, für das Defizit des Clubs geradestehen zu müssen.
Stoitschkow war fünfmal Spieler des Jahres in Bulgarien, kam in der Nationalmannschaft auf 83 Einsätze und erzielte dabei 37 Tore. Im März 2004 wurde Stoitschkow in die FIFA 100, die von Pelé zusammengestellte Liste der besten 125 lebenden Fußballer, aufgenommen. Im November 2011 verlieh die Paisii-Chilendarski-Universität in Plowdiw Stoitschkow trotz massiven Protests einzelner Professoren die Ehrendoktorwürde.
Im Oktober 2006 gründete der schon zu seiner aktiven Zeit als egozentrisch bekannte Stoitschkow in Spanien einen nach ihm selbst benannten Fußballverein, der in einer der unteren spanischen Ligen antreten sollte.

## Erfolge

### Vereinserfolge

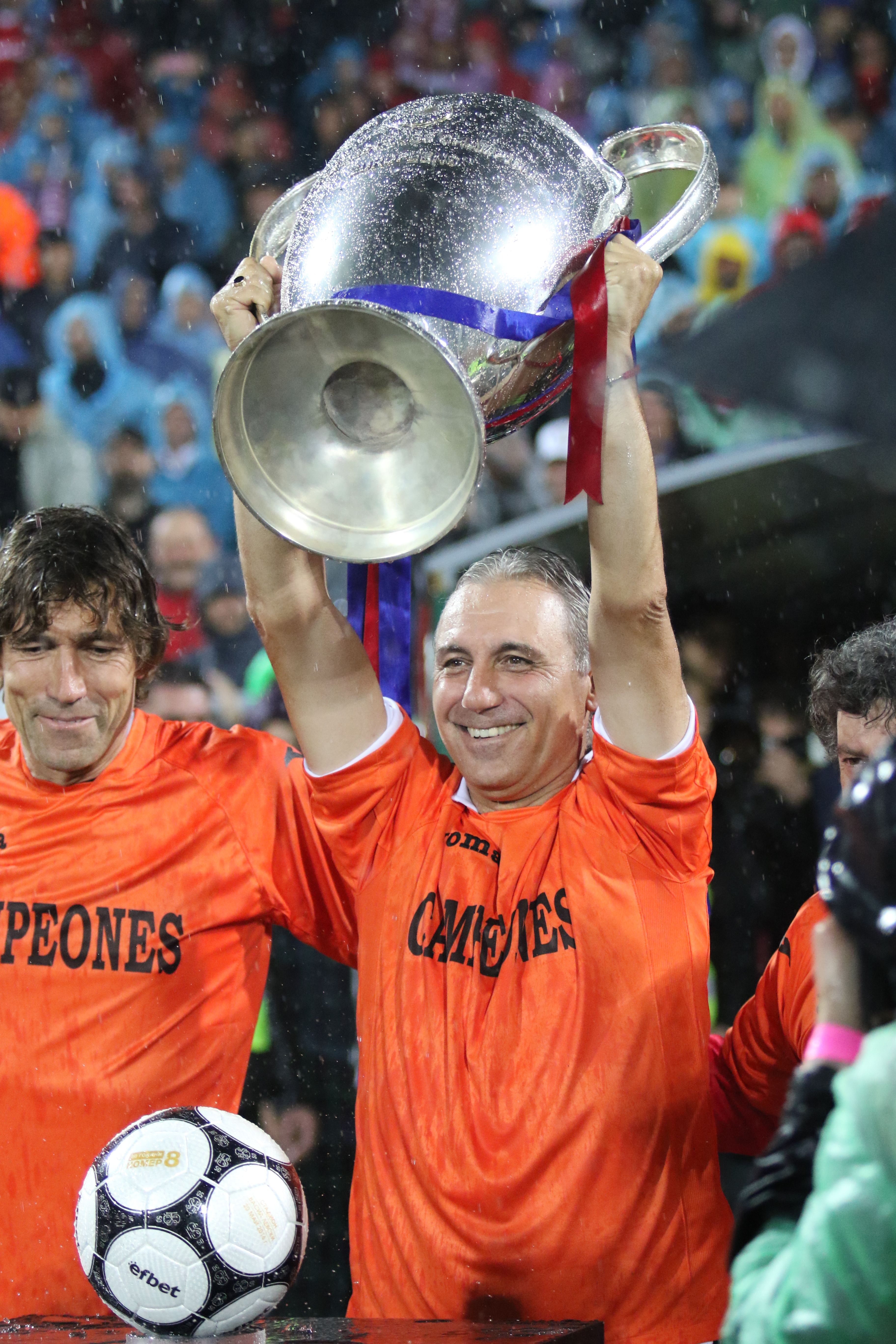
Stoitschkow 2016 mit dem Team Barcelonas, das 1992 den Europapokal gewonnen hatte

- Bulgarischer Meister (3): 1986/87, 1988/89, 1989/90,
- Bulgarischer Pokalsieger (4): 1985, 1987, 1988, 1989
- Sowjetarmee-Pokalsieger (4): 1985, 1986, 1989, 1990
- Spanischer Meister (5): 1990/91, 1991/92, 1992/93, 1993/94, 1997/98
- Spanischer Pokalsieger: 1997
- Spanischer Supercup (3): 1991, 1992, 1994
- Europapokal der Landesmeister: 1992
- UEFA Supercup: 1992
- Europapokal der Pokalsieger: 1997

### Auszeichnungen
- Ballon d’Or („Europas Fußballer des Jahres“): 1994
- Bulgariens Fußballer des Jahres: 1989, 1990, 1991, 1992, 1994
- Goldener Schuh: 1990
- Onze d’or: 1992
- Bester ausländischer Spieler in der Primera División: 1992 (laut El País)
- Bester ausländischer Spieler in der Primera División: 1994 (laut Don Balón)
- WM-Torschützenkönig: 1994 (mit Oleg Salenko/Russland, beide 6 Tore)
- Bronzener Ball der WM: 1994

## Saisonstatistik
| Verein          | Liga             | Saison          | Liga   | Liga | Nat. Pokal | Nat. Pokal | Europapokal | Europapokal | Andere | Andere | Gesamt | Gesamt |
| Verein          | Liga             | Saison          | Spiele | Tore | Spiele     | Tore       | Spiele      | Tore        | Spiele | Tore   | Spiele | Tore   |
| --------------- | ---------------- | --------------- | ------ | ---- | ---------- | ---------- | ----------- | ----------- | ------ | ------ | ------ | ------ |
| Hebros Harmanli | Tetra liga       | 1982/83         | 11     | 4    | -          | -          | -           | -           | -      | -      | 11     | 4      |
| Hebros Harmanli | Tetra liga       | 1982/83         | 21     | 10   | -          | -          | -           | -           | -      | -      | 21     | 10     |
| Gesamt          | Gesamt           | Gesamt          | 32     | 14   | -          | -          | -           | -           | -      | -      | 32     | 14     |
| ZSKA Sofia      | A Grupa          | 1984/85         | 11     | 0    | -          | -          | -           | -           | -      | -      | 11     | 0      |
| ZSKA Sofia      | A Grupa          | 1985/86         | 0      | 0    | -          | -          | -           | -           | -      | -      | 0      | 0      |
| ZSKA Sofia      | A Grupa          | 1986/87         | 25     | 6    | 2          | 0          | 7           | 1           | -      | -      | 34     | 7      |
| ZSKA Sofia      | A Grupa          | 1987/88         | 27     | 14   | 4          | 4          | 7           | 5           | -      | -      | 38     | 23     |
| ZSKA Sofia      | A Grupa          | 1988/89         | 26     | 23   | 7          | 3          | 8           | 8           | -      | -      | 41     | 34     |
| ZSKA Sofia      | A Grupa          | 1989/90         | 30     | 38   | 5          | 7          | 3           | 2           | -      | -      | 38     | 47     |
| Gesamt          | Gesamt           | Gesamt          | 119    | 81   | 18         | 14         | 25          | 16          | -      | -      | 162    | 111    |
| FC Barcelona    | Primera División | 1990/91         | 24     | 14   | 6          | 2          | 8           | 5           | -      | -      | 38     | 21     |
| FC Barcelona    | Primera División | 1991/92         | 32     | 17   | 2          | 1          | 9           | 4           | -      | -      | 43     | 22     |
| FC Barcelona    | Primera División | 1992/93         | 34     | 20   | 6          | 2          | 6           | 2           | -      | -      | 46     | 24     |
| FC Barcelona    | Primera División | 1993/94         | 34     | 16   | 6          | 1          | 8           | 7           | -      | -      | 48     | 24     |
| FC Barcelona    | Primera División | 1994/95         | 27     | 9    | 4          | 5          | 8           | 3           | -      | -      | 39     | 18     |
| Gesamt          | Gesamt           | Gesamt          | 151    | 76   | 24         | 11         | 39          | 21          | -      | -      | 214    | 108    |
| AC Parma        | Serie A          | 1995/96         | 23     | 5    | 2          | 0          | 5           | 2           | -      | -      | 30     | 7      |
| Gesamt          | Gesamt           | Gesamt          | 23     | 5    | 2          | 0          | 5           | 2           | -      | -      | 30     | 7      |
| FC Barcelona    | Primera División | 1996/97         | 22     | 7    | 6          | 1          | 6           | 0           | -      | -      | 34     | 8      |
| FC Barcelona    | Primera División | 1997/98         | 4      | 0    | 1          | 0          | 3           | 1           | -      | -      | 8      | 1      |
| Gesamt          | Gesamt           | Gesamt          | 26     | 7    | 7          | 1          | 9           | 1           | -      | -      | 42     | 9      |
| ZSKA Sofia      | A Grupa          | 1997/98         | 4      | 1    | -          | -          | -           | -           | -      | -      | 4      | 1      |
| Gesamt          | Gesamt           | Gesamt          | 4      | 1    | -          | -          | -           | -           | -      | -      | 4      | 1      |
| al-Nassr FC     | SPL              | 1997/98         | 2      | 1    | -          | -          | -           | -           | -      | -      | 2      | 1      |
| Gesamt          | Gesamt           | Gesamt          | 2      | 1    | -          | -          | -           | -           | -      | -      | 2      | 1      |
| Kashiwa Reysol  | J-League         | 1998            | 16     | 8    | 1          | 0          | -           | -           | -      | -      | 17     | 8      |
| Kashiwa Reysol  | J-League         | 1999            | 11     | 4    | -          | -          | -           | -           | 1      | 1      | 15     | 5      |
| Gesamt          | Gesamt           | Gesamt          | 27     | 12   | 1          | 0          | -           | -           | 1      | 1      | 29     | 13     |
| Chicago Fire    | MLS              | 2000            | 18     | 9    | 3          | 1          | -           | -           | -      | -      | 21     | 10     |
| Chicago Fire    | MLS              | 2001            | 17     | 6    | 3          | 2          | -           | -           | -      | -      | 20     | 8      |
| Chicago Fire    | MLS              | 2002            | 16     | 2    | -          | -          | -           | -           | -      | -      | 16     | 2      |
| Gesamt          | Gesamt           | Gesamt          | 51     | 17   | 6          | 3          | -           | -           | -      | -      | 57     | 20     |
| D.C. United     | MLS              | 2003            | 21     | 5    | 3          | 1          | -           | -           | -      | -      | 26     | 6      |
| Gesamt          | Gesamt           | Gesamt          | 21     | 5    | 3          | 1          | -           | -           | -      | -      | 26     | 6      |
| Karriere Gesamt | Karriere Gesamt  | Karriere Gesamt | 456    | 219  | 61         | 30         | 78          | 40          | 1      | 1      | 598    | 290    |